# The Heartbreak Kid
The Heartbreak Kid er en amerikansk komediefilm fra 2007 instrueret af brødrene Bob og Peter Farrelly. Filmen har Ben Stiller, Malin Åkerman, Michelle Monaghan, Jerry Stiller og Danny R. McBride på rollelisten.

## Medvirkende
- Ben Stiller
- Malin Åkerman
- Michelle Monaghan
- Jerry Stiller
- Rob Corddry
- Carlos Mencia
- Danny R. McBride
- Kayla Kleevage
- Stephanie Courtney
- Polly Holliday
- Eva Longoria Parker